# Constantin François de Chasseboeuf
Constantin François de Chassebœuf, comte de Volney (Craon (Mayenne), 3 de febrer, 1757 - París, 25 d'abril, 1820), fou un escriptor i polític francès.
Fill de l'advocat Chassebœuf, que li va fer prendre el nom del seu domini patrimonial de Boisgiarais (que després ell mateix va canviar pel de Volney), va acabar brillantment els estudis clàssics i va passar a París, on va cursar el dret i després la medicina, disciplina ambdues que no li van captivar gaire temps; en canvi, va freqüentar assíduament els cercles filosòfics de la seva època, i seduït per les llengües i civilitzacions orientals, com també per la història dels pobles i religions de l'antiguitat, va dedicar el producte d'una herència que va cobrar el 1781 a un viatge per Egipte (1782-87). La relació del mateix, que va publicar en tornar el 1787, li va valer, per l'audàcia de les seves observacions, l'amplitud de les mires, la gosadia de la seva crítica i l'elegant precisió del seu estil, una gran i legitima notorietat, que va pujar encara de punt amb la publicació de l'obra Considérations sur la guerre des Turcs et de la Russie (1788). Havent manifestat el seu desig de passar a Còrcega a fi d'aclimatar a aquella illa algunes plantes de les regions tropicals, va ser nomenat director general d'Agricultura i Comerç; però la Revolució, que va esclatar poc després del nomenament, va fer que Volney no pogués prendre possessió del càrrec.
Enviat als Estats generals pel tercer estat de la província d'Anjou, va ocupar un lloc distingit a l'Assemblea Constituent, on va sobresortir per la seva adhesió a les noves idees i va prendre part molt important en els debats relatius als guàrdies nacionals, a l'organització dels departaments, a l'alienació dels dominis nacionals, al dret de pau i de guerra, etc...Mentrestant va continuar els seus estudis històrics i filosòfics, sempre amb criteri heterodox i agressiu per al Catolicisme. El 1790 va publicar un important escrit titulat Mémoire sur la chronologie des douze siècles antérieurs al passage de Xerxés a Grèce, i va acabar de cimentar la seva reputació pel cèlebre llibre, en què, amb el títol de Les ruines, ou méditations sur les révolutions des empires (1790), carregava totes les desgràcies de la Humanitat a haver abandonat els pobles la llibertat i la religió natural. Aquesta obra va aconseguir un èxit extraordinari, va ser traduïda a gairebé tots els idiomes (en espanyol, Les ruïnes de Palmira).
Dissolta l'Assemblea nacional, es va traslladar Volney a Còrsega, on havia comprat una finca, per dedicar-se a explotacions agrícoles, però els disturbis ocorreguts a l'illa, el van obligar a deixar-la a principis de 1793. Poc després va donar a l'estampa el seu escrit Précis de l'état actuel de la Corse. Defensor acerrimo dels principis de la Revolució i partidari convençut de la Constitució republicana va publicar, el mateix any, i amb gran èxit, l'obra Loi naturelle o Catéchisme du citoyen français, tractat de moral natural. La seva adhesió al partit de la Gironda li va valer una temporada de presó a l'època del Terror. Obtinguda la llibertat després del 9 de Termidor, se li va encarregar un curs d'història a l'Escola Normal, fundada recentment per la Convenció, i on, amb la solidesa enginyosa del seu mètode d'ensenyament, es va revelar el precursor de la moderna crítica històrica. Suprimida poc després temporalment l'Escola, va partir Volney á América (1795), on va ser ben acollit per Washington, però en 1797, el nou president, Adams, les mires polítiques del qual havia Volney criticat, el va acusar de actuar com a agent secret, encarregat de preparar el terreny per a la reincorporació de la Louisiana á França; així, doncs, tingué de tornar al seu país el 1798.
Allí li va trobar l'època del 18 Brumari, i, enganyat (com molts altres republicans) sobre les intencions de Bonaparte, a qui havia conegut jacobí i al que conservava l'amistat després d'haver-li atorgat protecció, va aplaudir sens dubte la institució del Consolat. A tot això, va ser cridat poc després per ocupar un lloc al Senat, però les tendències del nou Govern no van trigar a inquietar-lo. Va combatre totes les innovacions que havien de tenir per efecte l'organització del poder absolut i la tornada de les institucions del passat, particularment el Concordat; va votar el 1804 contra l'establiment de l'Imperi i fins i tot va presentar la dimissió, que no li va ser acceptada. Napoleó, que volia guanyar-li la voluntat, el va nomenar comanador de la Legió d'Honor el 1804 i comte de l'Imperi el 1808; però Volney, juntament amb Lanjuinais, Destutt de Tracy i alguns altres, va formar sempre part del petit grup de senadors que fins a 1814 van desaprovar la política imperial.
D'altra banda, es va consagrar, durant aquest període, gairebé exclusivament als seus treballs literaris, i va publicar importants escrits d'observació, de crítica i d'història, entre les quals s'esmenten: 'Tableu del clima et del sol des Ètats-Unis' (1803); Supplément à l'Héroote de Larcher (1809), i Recherches nouvelles sur l'histoire ancienne (1814). Creat par de França per Lluís XVIII (4 de juny de 1814), no es va adherir a Napoleó durant els Cent Dies, i encara que la part que va prendre en els debats de Luxemburg va ser poc important, no obstant això, va romandre fidel al partit liberal i à les seves conviccions filosòfiques, com va demostrar, poc abans de la seva mort, amb la publicació del seu impiu llibre 'Histoire de Samuel, inventeur du secrè des rois' (1816).
En aquesta època va dedicar, segons havia fet en altres anteriors, gran part del seu temps a l'estudi de les llengües orientals, que, al seu parer, eren una de les fonts més precioses que poden beure els filosòfs i els historiadors. després de 1795 va publicar un llibre didàctic titulat: Méthode pour aprendre les langues arabe, persane et turque avec les caractéres européens: més tard va escriure: Rapport sur les vocabulaires comparés des peuples de toute la terre, du professeur Pallas' (1805). En temps de la Restauració va publicar: Alphabet européen appliqué aux langues asiatiques (1819); Hébreu simplié (1819); Discours sud l'etude philosophique des langues (1819) i Lettre al comte Lanjuinais sud l'antiquité de l'alphabet phénicien (1819).
Gairebé al llit de mort, va escriure: Vues nouvelles sur l'organisation des langues orientals, escrit que no va veure la llum pública fins a 1826. a l'Acadèmia Francesa, a la qual pertanyia des de 1795, va llegar el capital del premi anual que porta el nom i que es destina a fomentar els estudis de lingüística i de gramàtica comparada. Totes les obres de Volney van ser incloses al Índex de llibres prohibits. Fins al 1913 no es va traduir a l'espanyol Les ruïnes de Palmira (Barcelona); anteriorment es van publicar les de Bordeus (1822) i París (1836 i 1842), deguda a José Marchena, i n'hi ha d'altres de Madrid (1839 i 1854). Del mateix autor hi ha també versió espanyola de les 'Lliçons d'Història' (París, 1827).

## Ideologia
La ideologia de Volney és la ideologia sensista francesa del període pre-revolucionari. Preocupat profundament per l'estat social i polític de la seva època, i davant de la crisi profunda de les creences, intenta la constitució d'una ètica, d'una filosofia de la religió i d'una filosofia de la història amb criteri empíric i naturalista.
| « | <"Nascut l'home, diu, en estat salvatge, n'ha sortit per la necessitat, manifestada en l'atracció del plaer i la repulsió del dolor. El mòbil únic de les seves accions és l'amor de si mateix, i aquest és el que l'ha impulsat a unir-se als seus semblants per lluitar junts contra els obstacles de la Natura, però el desenvolupament excessiu d'aquell amor amb el refinament de la cultura ha acabat per apartar l'home de les lleis naturals, confonent el gaudi lícit amb el llibertinatge i fent-lo concupiscent, violent i opressor. Els mateixos vicis s'han apoderat dels estats; d'aquí la guerra i la condició miserable dels pobles vençuts. però sent l'home perceptible, aconseguirà elevar-se d'aquesta situació a un nou estat culte. Tant les nacions com els individus acabaran per comprendre que la moral és una ciència física, composta dels mateixos elements que l'home organitzat. Cada persona considerarà que la felicitat individual està unida a la felicitat col·lectiva; els febles es convenceran que en la feblesa consisteix la seva força; els rics, que el gaudi de les seves riqueses està limitat per la constitució dels seus òrgans; els pobres, que el més alt grau de l'esmentada rau en l'ocupació del temps i en la tranquil·litat del cor, i l'opinió pública, arribant fins al tron dels reis, els obligarà a contenir la seva força dins dels límits d'una autoritat regular...L'espècie sencera es convertirà en una gran societat o una gran família, governada per un mateix esperit, per lleis comunes i gaudint de tots els goigs de què és capaç la naturalesa humana."> | » |

Uneix Volney el seu projecte de renovació social i política la marxa de la pàtria. França, poble encarregat, segons ell, d'assenyalar el camí a la humanitat futura. Amb el mateix criteri sensista, desenvolupa l'autor de la seva doctrina religiosa. El caràcter d'aquesta doctrina, que en les línies generals reprodueix les tesis de Dupay, és derivar la filosofia religiosa de la història de les religions. França, poble encarregat, segons ell, d'assenyalar el camí a la humanitat futura. Amb el mateix criteri sensista, desenvolupa l'autor de la seva doctrina religiosa. El caràcter d'aquesta doctrina, que en les línies generals reprodueix les tesis de Dupay, és derivar la filosofia religiosa de la història de les religions. Sent els sentits la font única dels nostres coneixements, la religió primitiva és culte dels elements, forces o agents naturals, el fetiquisme. Segueixen en ordre ascendent set formes més de religions: el sapisme o adoració dels astres; la idolatria; el dualisme, que admet el principi del bé i del mal; la que admet una vida d'ultratomba en què els bons són premiats i castigats els dolents; el panteisme; la religió que fa de Déu l'ànima del món, i, finalment, la del demiurg o arquitecte de l'Univers. El principi de l'ètica de Volney és la conservació d'un mateix. Hi estan subordinats tots els preceptes morals. El bé i el mal no difereixen del bé i del mal físic sinó perquè els primers actuen directament sobre nosaltres i els segons indirectament. El mòbil suprem de la virtut és la seva utilitat superior a la que reporta una acció viciosa. Admet el nombre de la virtuts la propietat i leconomia, i la mateixa caritat ha de ser interessada. No hi ha deures envers Déu. Déu és l'agent suprem, el motor universal és idèntic, i el millor culte que podem tributar és el d'obeir a les lleis de la Natura.